# Cycnoches densiflorum
Cycnoches densiflorum es una especie de orquídea epifita, originaria de Sudamérica.

## Descripción
Es una especie de orquídea de tamaño mediano que prefiere el clima cálido,  es epifita con una inflorescencia arqueada a continuación, colgante, de muchas flores fragantes. Las flores femeninas son similares a Cycnoches chlorochilon pero con una columna mucho más corta.

## Distribución y hábitat
Se encuentra en Colombia sobre la cordillera central en las elevaciones de 800 a 900 metros.

## Taxonomía
Cycnoches densiflorum fue descrito por Robert Allen Rolfe y publicado en Bulletin of Miscellaneous Information Kew 1909(2): 63–64. 1909. (